# Czechosłowacja na Letnich Igrzyskach Olimpijskich 1976
Czechosłowację na Letnich Igrzyskach Olimpijskich 1976 reprezentowało 163 zawodników, 125 mężczyzn i 38 kobiet.

## Zdobyte medale
| Medal  | Zawodnik                                                       | Dyscyplina           | Konkurencja          |
| ------ | -------------------------------------------------------------- | -------------------- | -------------------- |
| Złoto  | Anton Tkáč                                                     | Kolarstwo            | Sprint               |
| Złoto  | Josef Panáček                                                  | Strzelectwo          | Skeet                |
| Srebro | Jan Bártů Bohumil Starnovský Jiří Adam                         | Pięciobój nowoczesny | Drużynowo            |
| Srebro | Vítězslav Mácha                                                | Zapasy               | - 74 kg              |
| Brąz   | Helena Fibingerová                                             | Lekkoatletyka        | Pchnięcie kulą       |
| Brąz   | Jan Bártů                                                      | Pięciobój nowoczesny | Indywidualnie        |
| Brąz   | Oldřich Svojanovský Pavel Svojanovský Ludvík Vébr              | Wioślarstwo          | Dwójka ze sternikiem |
| Brąz   | Jaroslav Hellebrand Václav Vochoska Zdeněk Pecka Vladek Lacina | Wioślarstwo          | Czwórka podwójna     |